# Webb Lake
Webb Lake är en sjö i Antarktis. Den ligger i Östantarktis. Nya Zeeland gör anspråk på området. Webb Lake ligger 670 meter över havet.